# Kvitingskjølen
De Kvitingskjølen is een berg behorende bij de gemeente Lom in de provincie Oppland in Noorwegen. De berg, gelegen in Nationaal park Jotunheimen, heeft een hoogte van 2064 meter.
De Kvitingskjølen is onderdeel van het gebergte Jotunheimen.